# Sori-harenganische Sprache
Die Sori-Harenganische Sprache ist eine West-Manus-Sprache, die nur noch von etwa 570 Personen auf den Inseln Sori und Harengan, nordwestlich der Küste von der Insel Manus, sowie auf der nordwestlichen Küste der Insel Manus selbst, in Papua-Neuguinea gesprochen wird.
Die Sprache ist stark vom Aussterben bedroht, da sie immer mehr durch die Amtssprache Papua-Neuguineas – Englisch sowie dessen Kreolvariante Tok Pisin – verdrängt wird. Immer mehr Sori-Harenganisch-Sprecher sprechen Tok Pisin als Erstsprache und Englisch als Zweitsprache und vergessen dabei mehr und mehr ihre ursprüngliche Sprache Sori-Harenganisch.
Sori-Harenganisch hat eine Subjekt-Verb-Objekt-Wortstellung.